# Atrakcyjność zawodu
Atrakcyjność zawodu – zespół pewnych jego właściwości i zbiorowo przypisywanych mu wartości powszechnie uważanych za cenne oraz spodziewanych korzyści związanych z jego wykonywaniem.
Dzięki temu zdobycie umiejętności oraz kwalifikacji niezbędnych do systematycznego uprawiania jakiegoś zajęcia staje się dobrem akceptowanym przez ogół i szczególnie pożądanym przez jednostkę.
Zobacz też: zawód